# Mt.FUJI エコ・サイクリング
Mt.FUJI エコ・サイクリングは財団法人日本サイクリング協会 (JCA)によって、平成19年（2007年）に創設されたサイクリングイベントである。
本大会は、自然環境保護に対する自転車の存在価値をアピールするとともに、静岡県・山梨県・関係市町村の協力、また主旨に賛同する企業・団体のもと、自転車愛好者や環境・健康に関心が高い参加者と地域住民とが一体となって、富士山の貴重な自然環境保全の意識高揚を図るものである。
2007年、2008年の両大会メイン会場は、静岡県富士宮市にある日本初の盲導犬の育成総合センター盲導犬の里 富士ハーネスである。この地を一周サイクリングの発着所・付帯イベントの会場として活用することにより、参加者に盲導犬に対する理解をも得ようとしている。
「富士山麓クリーンアップ活動」、「環境フォーラム」など、環境問題を啓発する様々なサブイベントも開催された。
大会当日（2008年は9月7日（日））は、「盲導犬の里 富士ハーネス」を発着とし、富士山麓を一周する総距離約117kmのサイクリング大会（ファミリーの部は20km）を実施。コース上には複数個所のエイドステーションが設置され、休憩や補給ができることはもちろん、自然の大切さを学ぶ自然体験教室に参加できる。
今後、全国各地でエコ・サイクリングの開催を予定しているが、平成21年（2009年）3月の静岡空港の開港により、海外からの参加者がますます増えることが予想される本大会を、その中核の大会として位置づけている。
2016年の開催で10回目となった。